# Ballonpost
Ballonpost zijn poststukken die per luchtballon zijn vervoerd. Enerzijds gaat het om post die met een bemande luchtballon wordt vervoerd, vaak filatelische stukken. Anderzijds post die met een onbemande ballon wordt vervoerd. Vooral bij een onbemande ballon is het maar afwachten waar zo'n ballon terechtkomt.

## Frans-Duitse oorlog

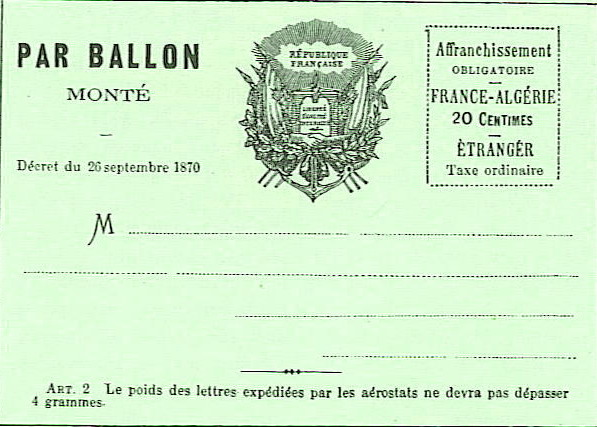
Ballonkaart uit 1870-1871

- Zeer bekend is de ballonpost tijdens het beleg van Parijs in 1870. Dat gebeurde (meestal) met bemande ballonnen, die bijna allemaal veilig zijn aangekomen, alhoewel soms postzakken als  ballast moesten worden afgeworpen.
- Tijdens het beleg van Metz in 1870 werden onbemande ballonnen gebruikt. Waarschijnlijk is de helft van die ballonpost verloren gegaan. De vinder werd verzocht om de post aan de posterijen te overhandigen.

In beide gevallen werkt dit maar in een richting. Een ballon die in een stad wordt opgelaten, komt ergens buiten de stad weer neer. Het is vrijwel onmogelijk een ballon op te laten met de hoop dat de ballon in een stad neerkomt.

## Ballonnenwedstrijd
Bij een ballonnenwedstrijd laten spelers ballonnetjes op met een briefje eraan. De vinder wordt verzocht het briefje terug te sturen. Winnaar is degene wiens ballon de grootste afstand heeft afgelegd. Het spreekt vanzelf dat de winst ook afhangt van de vraag of de ballon gevonden wordt en van de bereidheid van de vinder om het briefje terug te sturen.